# Гірнича промисловість Швеції
Гірнича промисловість Швеції

## Загальна інформація
Основа гірничодобувної промисловості Швеції — видобуток металічних корисних копалин. Швеція — один з великих продуцентів залізної руди і руд кольорових металів (міді, свинцю, цинку, срібла) в Європі. У країні діє понад 100 гірничодобувних підприємств, які відрізняються високим рівнем технології, застосуванням сучасного гірничо-шахтного обладнання, використанням комп'ютерів, автоматизацією виробництва. Разом з тим, частка рудної промисловості Швеції в загальному обсязі промислового виробництва становить 1,1 % і у валовому внутрішньому продукті 0,3 %. За 1998–2000 рр Швеція стала найактивнішим місцем в Європі, де ведеться розвідка корисних копалин. Якщо у 1996 р тут насамперед вели пошук золота, то зараз на перше місце вийшли розвідка міді, цинку і алмазів. Територія, на якій ведеться розвідка корисних копалин на початку XXI ст., становить 1,5 млн га [Mining J. — 2000. — 334, 8567. — Р. 56].
Виробництво продукції гірничої промисловості країни наприкінці XX ст. (1998 р, в дужках за 1997 р.) становило (в тис. т): первинної товарної залізорудної продукції 20930 (21893); збагачених сульфідних руд 24182 (23895); Cu — конц-тів 270 (315); Pb — концентратів 155 (146); Zn — концентратів 297 (284); вапна і вапняку 8600 (8000); цементу 2250 (2320); тальку і мильного каменя 24 (25); графітових концентратів 3,2 (2,0); Au в концентратах 5,9 (6,7) т, асигнування на геологорозвідувальні роботи становили 245 (215) млн шведських крон, спостерігалося збільшення ліцензійних площ від 6199 до 8278 км². Почато розвідку алмазів на площі 26,2 тис. км² [Mining J. — 1999. — Annual Rev. — Р. 48].
В табл. 2 наведено дані видобутку руд і мінералів у Швеції в 1999–2001 рр.

## Видобуток руд і мінералів у Швеції, тис.т
| Руди та мінерали         | 1999   | 2000   | 2001   |
| Продукти залізної руди   | 18 853 | 20 557 | 19 484 |
| Оброблені сульфідні руди | 23 526 | 23 608 | 22 695 |
| Мідний концентрат        | 262    | 252    | 268    |
| Свинцевий концентрат     | 157    | 147    | 123    |
| Цинковий концентрат      | 316    | 320    | 285    |
| Золотий концентрат, т    | 1,7    | 0,2    | 1,3    |
| Вапно та вапняк          | 6 604  | 8 351  | 8 888  |
| Цемент                   | 2 300  | 2 600  | 2 600  |
| Тальк/стеатит            | 19     | 20     | 15     |
| Графітна руда            | 5,5    | 5,6    | 1,0    |

## Окремі галузі
Залізо. У 1995 Швеція була одним з провідних світових постачальників залізняку, видобуток якого становив 13 млн т, що було на 33 % менше досягнутих раніше рекордних річних рівнів. До останньої чверті 19 ст. в основному розроблялися великі залізорудні родовища Берґслаґена, однак в наш час експлуатується багате родовище Кіруна і менше Елліваре, розташоване в північній частині Норрланду. Ці родовища, що характеризуються високим вмістом фосфору в руді, привернули увагу тільки після винаходу в 1878 С. Дж. Томасом методу переділу рідкого фосфористого чавуну в сталь. У Берґслаґені все ще ведеться видобуток залізняку, в деяких шахтах на глибині понад 610 м. Ці руди виключно чисті, із вмістом фосфору менше 0,3 %. Берґслаґен постачає більшу частину сировини для металургії Швеції. З найбагатшого родовища в Ґренґесберзі руду постачають на металургійний комбінат в Укселесунді на березі Балтійського моря. На межі ХХ-XXI ст. у Швеції базою залізорудної промисловості є родовища магматогенних апатит-магнетитових руд. Середній вміст заліза в рудах — 51 %. Руди середньої збагачуваності. Видобуток ведеться підземним способом. У 1998 р загальне виробництво первинної товарної залізорудної продукції в Швеції становило 20,9 млн т, 21,9 млн т в 1997 р [Mining J. — 1999. — Annual Rev. — Р. 48].
У 2001 р. (в дужках за 2000 р.) видобуток Fe — руд у Швеції склав (в млн т): 19,5 (20,6); [Mining J. — 2002. — 339, № 8693. — Р. 25-27].
Мідь та дорогоцінні метали. Швеція — значний постачальник міді. В 1995 видобуто 83,6 тис. т міді. Основні центри видобутку міді — Крістінеберґ, Буліден і Адак, менше добувається в Берґслаґені. Швеція в кінці XX ст. займає 1-е місце за постачанням цинку на світовий ринок (168 тис. т в 1995). У басейні річки Шеллефтеельвен експлуатуються родовища нікелю, свинцю, срібла і золота.
Переробка руд кольорових і дорогоцінних металів Швеції в кінці XX ст. (1998): компанія Boliden Mineral AB експлуатувала 11 гірничозбагачувальних підприємств із загальним видобутком руди 22,4 млн т (21,2 млн т за 1997). На підприємстві з видобутку і переробки мідних руд Aitik видобуток руди становив 17,9 млн т, свинцево-цинковому Laisvall 1,9, на підприємствах площі Боліден золото-мідно-цинкових руд 1,6, поліметалічних Garpenberg і Garpenberg Norra 0,9 млн т. На підприємстві Bjorkdal компанії Terra Mining видобуток руди скоротився від 1,8 до 1,3 млн т з вилученням за 1998 р. 2093 кг золота. Видобуток цинкових руд компанією Zinkgruvan Mining в 1998 р. становив 691 тис. т. Компанія Boliden в середині 2000 р. завершила реконструкцію мідного металургійного і рафінувального заводу Ronnskar із збільшенням продуктивності від 140 до 240 тис. т катодної міді на рік. У 2001 компанія Boliden Mineral AB зберігала своє монопольне положення у гірничодобувній галузі країни.
Основні статті експорту Швеції: залізорудна сировина, мідний концентрат і рафінована мідь, цинкові і свинцеві концентрати, фосфати, пірит, тальк, будівельні матеріали. Головний ринок збуту — країни Західної Європи.
Крім того, у Швеції видобувають нафту (о. Ґотланд), вугілля (в невеликих кількостях), вольфрамові, свинцево-цинково-срібні руди. Рядом фірм Швеції випускається гірничо-транспортне, бурове та видобувне обладнання.

## Геологічна служба. Наукові установи. Підготовка кадрів. Друк
Геологорозвідувальні роботи в країні контролюються Державною геологічною службою Швеції, заснованою в 1858. Прикладні науково-дослідні роботи в галузі геології контролюються міністерством промисловості. Розвиток фундаментальних геол. досліджень курує Рада з природничих наук, заснована у 1977 у Стокгольмі. Науковими і практичними дослідженнями в галузі гірничої справи керує Управління технічного розвитку. Головна наукова установа країни — Королівська шведська академія наук (заснована у 1739 у Стокгольмі) — має відділення мінералогії, геології і фізичної географії, відділення геофізики, технічних наук. Геологічні дослідження в країні здійснюються також Геологічним товариством (засноване у 1871 в м. Упсала; 900 чл.); Шведським геофізичним товариством (засноване у 1920 в м. Норчопінґ; 210 чл.); Шведським товариством охорони природи (засноване у 1909 в Стокгольмі; близько 100 тис. чл.). Підготовка фахівців в галузі геології і гірничої справи зосереджена головним чином в університетах. У Державному університеті м. Лулео (заснований в 1971) готують геологів та гірничних інженерів. При Королівському технологічному інституті в Стокгольмі (заснований в 1827) є Школа технології металів і матеріалів, в якій вивчають гірничі технології.
Основні періодичні видання в галузі геології і гірничої справи: «Geologiska föreningens і Stockholm förhandlingar» (з 1872); «Tellus» (з 1949); «Sveriges natur» (з 1910); «Research reports» і «Technical reports»; «Zunds universitet meddelar» (з 1968); «Sveriges geologiska undersöknning. Serie С (Memoirs and notices)» (з 1868); "Kiruna Geophysical Data (з 1959) і «Kiruna geophysical institute. Reports» (з 1969); «Ambio» (з 1972).